# Retfærdighed
 Der er for få eller ingen kildehenvisninger i denne artikel, hvilket er et problem. Du kan hjælpe ved at angive troværdige kilder til de påstande, som fremføres i artiklen.

 For alternative betydninger, se Retfærdighed (bibelsk sprog).
Retfærdighed er et begreb, hvis indhold adskillige gange har været underlagt en filosofisk såvel som juridisk behandling. Der findes ingen almengyldig definition af begrebet. I sin mest grundlæggende form, er "retfærdighed" straf og belønning sat i system. I forlængelse af dette kan man sige at retfærdighed udelukker vilkårlighed og dermed er begrundet i et etisk valg.
Den danske retsfilosof Alf Ross har påpeget at retfærdighed i fleste tilfælde anvendes synonymt med lighed, og en definition af retfærdighed kan derfor være at "de lige skal behandles lige" – dvs. hvis man opfylder bestemte kriterier (således at man kan bestemmes i en kategori), så skal man også behandles derefter for at blive retfærdigt behandlet. Derfor er retfærdighed ifølge Ross en subjektiv følelse.
I bibelsk sprog bruges "retfærdighed" om tilstanden uden synd og betyder nærmest "moralsk fuldkommen". Se Retfærdighed (bibelsk sprog).

## Eksterne links
- Wikimedia Commons har flere filer relateret til Retfærdighed

1. Gyldendal